# 蕭鼎 (唐朝)
蕭鼎（8世紀—？），唐朝官員，出身蘭陵蕭氏，為蕭衡之子。

## 生平
蕭鼎官至太中大夫、檢校太常少卿、兼蜀州別駕、劍南西川營田副使。
蕭鼎之兄蕭升尚唐肅宗之女郜國公主。蕭升卒後，蕭鼎與彭州司馬李萬、澧陽縣令韋惲、太子詹事李昪私自前往公主家中，並與公主通姦。通姦之事暴露後，唐德宗大怒，蕭鼎被流放嶺表，後事不詳。

## 家庭

### 夫人
- 竇氏，特進、秘書監、駙馬都尉竇鍔之女

### 子孫
- 子：蕭供（785年－854年），字濟之，朝議郎、守河中府司錄參軍、上柱國
  - 孫：蕭玄
  - 孫：蕭廣[3]